# شهر ارواح (فیلم)
شهر ارواح (انگلیسی: City of Ghosts) یک فیلم جنایی دلهره‌آور به کارگردانی مت دیلون است که در سال ۲۰۰۲ منتشر شد.

## بازیگران
- مت دیلون
- جیمز کان
- استلان اسکاشگورد
- ناتاشا مک‌الهون
- ژرار دوپاردیو
- رز بیرن